# LaTanya Richardson
LaTanya Richardson, all'anagrafe LaTanya Estelle Richardson, conosciuta anche come LaTanya Richardson-Jackson (Atlanta, 21 ottobre 1949), è un'attrice statunitense.

## Biografia
Si è laureata allo Spelman College (il secondo college al mondo per donne di colore) di Atlanta nel 1974. Durante i corsi di laurea, incontra l'attore Samuel L. Jackson, che frequentava il Morehouse College maschile e che nel 1980 diventerà suo marito. Nel 1982 nacque la figlia, Zoe, produttrice cinematografica e televisiva freelance.
Dopo la nascita della figlia Richardson ha lasciato il lavoro e su questo fatto ha dichiarato: "Ci eravamo promessi di essere una vera famiglia nera rivoluzionaria.  Ma è stato molto, molto difficile."
Ha partecipato a un piccolo numero di film e il suo ruolo più importante è stato quello di Paulina, una delle protagoniste nel film The Fighting Temptations del 2003.
Nell'aprile del 2012 ha ricevuto un dottorato ad honorem in belle arti allo Spelman College.

## Filmografia

### Attrice

#### Cinema
- I migliori del Bronx (Hangin' with the Homeboys) regia di Joseph B. Vasquez (1991)
- Il padrone di casa (The Super), regia di Rod Daniel (1991)
- Pomodori verdi fritti alla fermata del treno (Fried Green Tomatoes), regia di Jon Avnet (1991)
- Juice, regia di Ernest R. Dickerson (1992)
- Malcolm X, regia di Spike Lee (1992)
- L'olio di Lorenzo (Lorenzo's Oil), regia di George Miller (1992)
- Insonnia d'amore (Sleepless in Seattle), regia di Nora Ephron (1993)
- Amarsi (When a Man Loves a Woman), regia di Luis Mandoki (1994)
- Lontano da Isaiah (Losing Isaiah), regia di Stephen Gyllenhaal (1995)
- Stella solitaria (Lone Star), regia di John Sayles (1996)
- Prove d'accusa (Loved), regia di Erin Dignam (1997)
- In viaggio verso il mare (Julian Po), regia di Alan Wade (1997)
- U.S. Marshals - Caccia senza tregua (U.S. Marshals), regia di Stuart Baird (1998)
- The Fighting Temptations, regia di Jonathan Lynn (2003)
- Il colore del crimine (Freedomland), regia di Joe Roth (2006)
- All About Us, regia di Christine Swanson (2007)
- Blackout, regia di Jerry LaMothe (2007)
- Mother and Child, regia di Rodrigo García (2009)
- Juanita, regia di Clark Johnson (2019)

#### Televisione
- Una vita da vivere (One Life to Live) – serie TV, 1 episodio (1968)
- Un uomo chiamato Falco (A Man Called Hawk) – serie TV, episodio 1x13 (1989)
- Frannie's Turn – serie TV, 2 episodi (1992)
- Law & Order - I due volti della giustizia (Law & Order) – serie TV, 2 episodi (1991-1992)
- Civil Wars – serie TV, episodio 2x12 (1993)
- Ricominciare una vita (Shameful Secrets), regia di David Carson – film TV (1993)
- Cin cin (Cheers) – serie TV, episodio 11x21 (1993)
- Midnight Run for Your Life, regia di Daniel Sackheim – film TV (1994)
- Cinque in famiglia (Party of Five) – serie TV, episodio 1x11 (1994)
- Progetto Eden – serie TV, episodio 1x05 (1994)
- Chicago Hope – serie TV, episodio 1x13 (1995)
- N.Y.P.D. – serie TV, episodio 3x04 (1995)
- The Deliverance of Elaine, regia di Elodie Keene – film TV (1996)
- Homicide – serie TV, episodio 5x12 (1997)
- Da un giorno all'altro (Any Day Now) – serie TV, episodio 1x10 (1998)
- Ally McBeal – serie TV, 2 episodi (1998-1999)
- Vi presento Dorothy Dandridge (Introducing Dorothy Dandridge), regia di Martha Coolidge – film TV (1999)
- Giudice Amy (Judging Amy) – serie TV, episodio pilot (1999)
- Ancora una volta (Once and Again) – serie TV, episodio 1x01 (1999)
- Hairstory, regia di LaTanya Richardson – film TV (2000)
- Tra queste mura (Within These Walls), regia di Mike Robe – film TV (2001)
- 100 Centre Street – serie TV, 8 episodi (2001-2002)
- Boston Public – serie TV, episodio 3x18 (2003)
- Harry's Law – serie TV, episodio 1x08 (2011)
- Damages – serie TV, episodio 5x01 (2012)
- Show Me a Hero – miniserie TV, 6 episodi (2015)
- Grey's Anatomy – serie TV, 5 episodi (2017-2023)

### Regista
- Hairstory - film TV (2000)

## Doppiatrici italiane
Nelle versioni in italiano delle opere in cui ha recitato, Inbar Lavi è stata doppiata da:
- Antonella Giannini in Show Me a Hero, Luke Cage, A dire il vero
- Anna Rita Pasanisi in 100 Centre Street, Juanita
- Rita Savagnone in The Fighting Temptations, Blue Bloods
- Cinzia De Carolis ne Il padrone di casa
- Solvejg D'Assunta in Amarsi
- Veronica Pivetti in Lontano da Isaiah
- Isabella Pasanisi in U.S. Marshals - Caccia senza tregua
- Angiola Baggi in Grey's Anatomy
- Alessandra Chiari in Criminal Minds
- Elisabetta Cesone in Vi presento Dorothy Dandridge (ridoppiaggio)